# Jacques Brunschwig
Pour les articles homonymes, voir Brunschwig.
Ne doit pas être confondu avec Léon Brunschvicg.
Jacques Brunschwig, né le 27 avril 1929 à Paris 17e et mort le 16 avril 2010 à Antony (Hauts-de-Seine), est un universitaire français, historien de la philosophie, philologue et traducteur.

## Biographie
Il est le fils du polytechnicien Robert Brunschwig (1893-1939) et d'Isabelle Vidal-Naquet (1898-1954), tante de Pierre Vidal-Naquet (1930-2006), avec qui il fait ses débuts dans la lecture des auteurs de l'Antiquité. 
Durant la plus grande partie de la Seconde Guerre mondiale, sa famille vit avec celles de ses oncles maternels, Lucien et Georges, d'abord à Fouesnant (Finistère) de juillet 1939 à juin 1940, puis à Marseille ; il fait ses études secondaires au lycée de Quimper puis au lycée Périer. Après l'invasion de la zone Sud par l'armée allemande (novembre 1942), face aux menaces de déportation pour raisons raciales, les enfants sont envoyés à Megève jusqu'en avril 1943. Les trois familles se séparent alors : les Brunschwig s'installent à Dieulefit, tandis que les Vidal-Naquet reviennent à Marseille, où Lucien et son épouse sont arrêtés le 15 mai 1944 et déportés à Auschwitz. 
Les Brunschwig reviennent à Paris après la Libération. Jacques Brunschwig termine ses études secondaires au lycée Carnot, puis prépare le concours de l’École normale supérieure au lycée Henri-IV. Il est reçu premier en 1948 ; il fait des études de philosophie et est reçu premier à l'agrégation en 1952.
Il enseigne par la suite l’histoire de la philosophie ancienne à l'université Paris I, ainsi qu’à Amiens, Nanterre, à Abidjan, Princeton (New Jersey), Berlin, Padoue, Venise, Austin (Texas) et Cambridge. 

## Travaux
Spécialiste de la philosophie antique, il a traduit notamment Les Topiques d'Aristote (Les Belles Lettres). Il a publié plusieurs livres, a écrit de nombreux articles et réalisé des éditions critiques dont celle des écrits de Leibniz. 
Surtout connu comme historien de la philosophie antique, Jacques Brunschwig s'est aussi intéressé à la philosophie moderne, comme en témoignent sa traduction des Règles pour la direction de l'esprit de Descartes et ses éditions des Essais de Théodicée et des Nouveaux essais sur l'entendement humain de Leibniz.
Jacques Brunschwig a fait partie de la « Commission de Philosophie et d'Épistémologie », créée en 1988 par le Ministère de l'Éducation nationale dans le cadre de la « Commission de Réflexion sur les contenus de l'enseignement » et chargée de réfléchir sur les contenus et les méthodes de l'enseignement de la philosophie au lycée et à l'université. Cette commission pour la philosophie a été présidée par Jacques Derrida et Jacques Bouveresse, elle a produit le rapport qui porte leurs noms en 1989.

## Publications
- Études sur les philosophies hellénistiques : épicurisme, stoïcisme, scepticisme, Paris, Presses universitaires de France, coll. « Épiméthée », 1995  (ISBN 2-13-046792-X)
- Papers in Hellenistic Philosophy, Cambridge, Cambridge University Press, 1994  (ISBN 0-521-41712-0) (avec G. E. R. Lloyd et la collaboration de Pierre Pellegrin)
- Le savoir grec : dictionnaire critique, préface de Michel Serres, Paris, Flammarion, 1996  (ISBN 2-08-210370-6)
- Leçons sur Aristote, Paris, Ellipses, 2016.